# Siège de Jonvelle (1639)
Guerre de Trente Ans
Batailles
Le siège de Jonvelle est une bataille qui eut lieu du 15 au 17 octobre 1639 à Jonvelle, durant la guerre de Dix Ans, l'épisode comtois de la guerre de Trente Ans. Elle oppose les troupes françaises de François de L'Hospital du Hallier  aux troupes comtoises commandées par le gouverneur de Jonvelle "Gaucher du Magny". Le siège est suivi de l’exécution de tous les défenseurs comtois malgré les promesses et engagements des Français.

## Contexte
En 1639, la France et le comté de Bourgogne sont en guerre. Louis XIII avait investi le comté de Bourgogne, et ses troupes, dirigées par le prince de Condé, avaient échoué à prendre Dole en août 1636. Jusqu'en mars 1637, la guerre avait plutôt été favorable aux Comtois pourtant inférieurs en nombre. Mais l'armée comtoise a été décimée à la bataille de Cornod. Forts de ce succès et débarrassés de l'armée comtoise, les Français alliés aux Suédois peuvent maintenant traverser la Franche-Comté pour anéantir ses villes et villages.

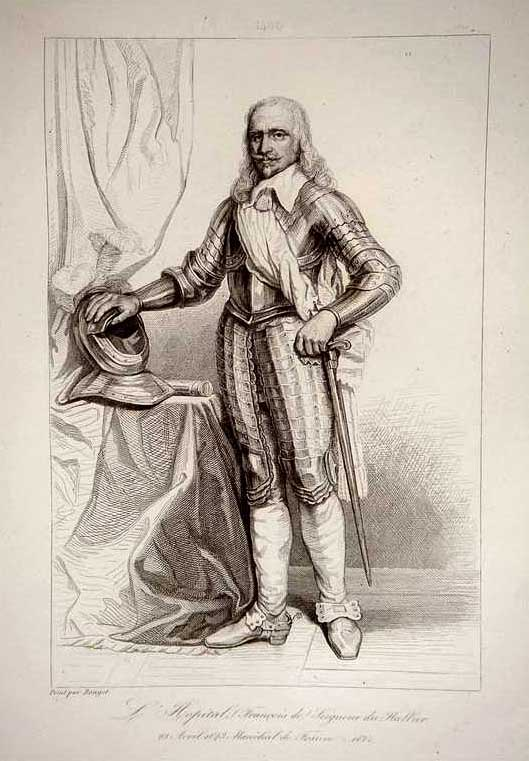
François de L'hospital, seigneur du Hallier

En septembre 1639, le gouverneur de Lorraine, François de L'Hospital du Hallier, décide de mettre fin aux raids des Comtois en Lorraine en regroupant une armée de 2500 hommes et la lançant sur le nord de la Franche-Comté. Il passe la frontière à Châtillon-sur-Saône et met le siège devant Jonvelle le 15 septembre au matin. Jonvelle est la principale place forte qui garde le nord de la Comté. Le gouverneur de Jonvelle est Jean de Warrods, seigneur du Magny surnommé Gaucher du Magny. Il est issu d'une famille originaire de Gueldres, implantée depuis deux générations à Gy.

## La bataille
La place de Jonvelle est très rapidement cernée et reconnue. Sommé de se rendre par les Français, du Magny répond « Non ! » très gaillardement. La cité n'est défendue que par deux cents hommes et quelques pièces d'artillerie. Les fortifications ne sont pas en bon état mais encore capables de tenir. Les canons français sont mis en batterie devant la plus découverte des courtines du nord. Ceux ci vont tonner toute la journée et à la fin de celle-ci, une brèche est enfin ouverte, malgré les tirs de défense de l’artillerie comtoise. À la nuit, les assiégés parviennent à colmater efficacement la brèche et le lendemain les Français découvrent que tout est à recommencer.
Le commandement français décide tout de même d'opérer un assaut. Les soldats se lancent à l'attaque des remparts mais c'est un échec cuisant : ils seront rejetés dans les fossés avec des pertes considérables. Du Magny soutient bravement l’assaut, l’épée à la main, encourageant ses hommes et se battant comme un soldat. Le chevalier de Tonnerre fut du nombre des morts.
Les Français savent que le rapport de forces joue en leur faveur et décident un deuxième assaut, Cette fois, ils parviennent à entrer dans la cité et Gaucher l’abandonne, pour se replier dans le château. Le château de Jonvelle était une puissante forteresse capable de soutenir un siège et de résister à des forces importantes. Des quatre tours qui le flanquaient jadis, il n’y en avait plus qu’une seule qui fût entière ; toutefois la forteresse était bonne et bien remparée, et ses murailles, surtout celles de la tour, avaient une épaisseur et une structure telles, que ni le canon ni la mine n’y pouvaient rien par le dehors. Du Hallier connait bien le capitaine du Magny et sait ce dernier très attaché aux honneurs et à l'argent, va recourir à un autre stratagème que la force. Le lendemain matin, après les menaces d’un sévère traitement s’il résistait encore, il lui représente les avantages que pourrait lui offrir une prompte capitulation. Du Magny fut gagné par la proposition, et au lieu de soutenir le courage de ses soldats, comme la veille, il se mit à les solliciter avec instance de rendre la place pour ne pas se faire écharper. Mais ses hommes ne sont pas d'accord avec lui et souhaitent ardemment continuer le combat. Néanmoins, le commandant comtois donne finalement l'ordre officiel de déposer les armes et de cesser le combat.

## Reddition et exécution des défenseurs
À 14h ce 17 septembre, la petite garnison ouvre les portes de la forteresse, sous la condition verbale d’avoir la vie et les bagues sauves. Elle défile désarmée, son chef en tête, sur le front des lignes françaises. Le marquis de Livron, qui gardait naturellement une grosse rancune contre les Comtois, pour les dévastations de Bourbonne et des autres lieux , ne crut pas manquer à l’honneur en insultant de lâche, le vaincu, lorsqu’il passa devant lui. Gaucher du Magny releva fièrement ses injures et ses menaces. À ce moment il fut arrêté avec tous ses hommes, malgré la parole du général français. Il portait sur lui son trésor, qu’il remit à du Hallier, en l’adjurant sur l’honneur de le lui conserver. La chose lui fut promise, et c’est tout ce que l’ennemi tint de ses engagements.
Les derniers défenseurs de Jonvelle sont alors tous passés par les armes ou pendus aux créneaux. Pour le gouverneur de Jonvelle, il fut emmené en captivité le lendemain, par le baron de Marey; d’abord à Langres, ensuite au château de Grancey.

## Les conséquences
Les Français peuvent à présent dévaster le bailliage d'amont, l'actuelle Haute-Saône. Demangevelle, Magny-lès-Jussey, Bourguignon, Scey-sur-Saône, Ray-sur-Saône, Saint-Rémy et jusqu’à Vesoul le 29 septembre qui capitulera aussi en échange d'une sauvegarde de 3000 pistoles.